# Bashaku

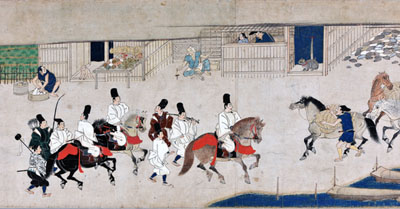
Des bashaku allant à la rencontre du poète Minamoto no Shitago, date et auteur inconnus.

Les bashaku (馬借, bashaku) sont des charretiers japonais ou transporteurs de fret qui utilisent des chevaux pour transporter leurs cargaisons. Ils sont principalement actifs entre l'époque de Heian et l'époque Sengoku. Des images de bashaku sont dessinées sur le célèbre emakimono représentant la fondation du Ishiyama-dera. 
Au cours de la même période, les transporteurs qui utilisent des vaches sont plutôt appelés shashaku.

## Méthodes de transport
La méthode de transport des bashaku est d'accrocher leur cargaison à l'arrière de leurs chevaux et de les conduire à destination. Au début, les agriculteurs se livrent à cette activité pendant leur temps libre et hors-saison mais à partir de l'époque de Muromachi et au-delà, cela devient une occupation à plein temps.
Les bashaku vivent en groupes dans les villes le long des grands axes routiers et des sites de transfert de biens des voies d'eau sur terre dont Otsu, Sakamoto, et Yodo, et ils portent les marchandises transportées par bateau vers des zones où la consommation est alors importante comme Kyoto et Nara.

## Soulèvements
En raison de leur force organisationnelle et de la facilité avec laquelle ils peuvent avoir des nouvelles, et éventuellement leur emploi en tant qu'escortes armées en raison de la sécurité publique déficiente, ils deviennent également une source de révoltes au cours de l'époque de Muromachi. Les plus célèbres de ces soulèvements sont la  rébellion de Shōchō et la rébellion de Kakitsu. Cependant, lorsque l'Enryaku-ji du mont Hiei devient la cible de leurs attaques au cours du dernier soulèvement, les bashaku de la province d'Omi, qui ont reçu la protection du temple, se séparent des rebelles et le pouvoir des bashaku se disperse.
Durant la rébellion des Hokke en 1532, l'Enryaku-ji prend les devants en supprimant les bashaku. Les membres de la corporation des transporteurs bloquent alors les points de contrôle menant à Kyoto et imposent ainsi un embargo économique sur la ville où prévaut le pouvoir des militants du bouddhisme de Nichiren.

## Source de la traduction
- (en) Cet article est partiellement ou en totalité issu de l’article de Wikipédia en anglais intitulé « Bashaku » (voir la liste des auteurs).